# IC 4180
IC 4180 је спирална галаксија у сазвјежђу Хидра која се налази на листи објеката дубоког неба у Индекс каталогу.
Деклинација објекта је - 23° 55' 2" а ректасцензија 13h 6m 56,5s. Привидна величина (магнитуда) објекта IC 4180 износи 12,7 а фотографска магнитуда 13,6. IC 4180 је још познат и под ознакама ESO 508-5, MCG -4-31-29, IRAS 13042-2338, PGC 45408.